# Малиновка (Вавозький район)
Мали́новка (рос. Малиновка) — присілок у Вавозькому районі Удмуртії, Росія.

## Населення
Населення — 19 осіб (2010; 21 у 2002).
Національний склад (2002):
- удмурти — 100 %

## Історія
Присілок було збудоване за проектом Кузебая Герда, який народився в сусідньому присілку Велика Док'я, але знищене у 1960-х роках. У 1990-х роках почалось відродження присілка.
Урбаноніми:
- вулиці — Малиновська

## Відомі люди
У селі народився Чайников Марк Андрійович (Анатолій Югов) — удмуртський поет та журналіст.